# Герб Южной Осетии
Госуда́рственный герб Респу́блики Ю́жная Осе́тия (осет. Респу́бликæ Хусса́р Иры́стоны Па́ддзахадон герб) — наряду с флагом и гимном один из официальных символов частично признанной Южной Осетии. Нынешний герб принят в 1999 году. Дизайн идентичен с дизайном герба Северной Осетии за исключением части с названием страны на осетинском и русском языке.

## Описание
Герб представляет собой круглый щит красного цвета. На щите изображён кавказский леопард жёлтого цвета, на фоне серебристых гор Кавказа. Вокруг щита написано название страны на двух языках: на осетинском («Республикæ Хуссар Ирыстон») сверху и на русском («Республика Южная Осетия») снизу.
Цвета герба — белый, красный и жёлтый соответствуют цветам флага Южной Осетии.

## История

### Юго-Осетинская автономная область
В 1922 году в составе Грузинской ССР была создана Юго-Осетинская автономная область. Своей символики она не имела.

### После распада СССР
30 марта 1992 года постановлением Президиума Верховного Совета Республики Южная Осетия было утверждено Положение о Государственном гербе Республики Южная Осетия, в п.2 которого содержалось следующее описание герба:

Государственный Герб Республики Южная Осетия представляет собой круг, в верхней части которого на голубом фоне изображена золотая чаша с восходящим из неё солнечным диском и лучами в виде осетинского орнамента, диск представлен в виде бело-красно-жёлтого национального флага; центральной фигурой Герба является орёл золотистого цвета с поднятыми кверху крыльями, на груди которого изображен круг в виде щита, разделенный на три равные части осетинским солярным знаком вечного движения, представленные также в бело-красно-желтом цветах; внутренняя часть круга-щита обрамлена узором осетинского орнамента; в правой конечности орла изображена бронзовая секира-топор, в левой — дубовая ветка с листьями и плодами, три колоса пшеницы и вьющаяся ветка хмеля с листьями и плодами; круг обрамлен каймой с узором из осетинского орнамента, на внутреннем кольце которого, на белом фоне помещена разграниченная двумя маленькими солярными знаками надпись на двух языках — осетинском (на латинской графике) и русском: «Республика Южная Осетия».

### Нынешний герб

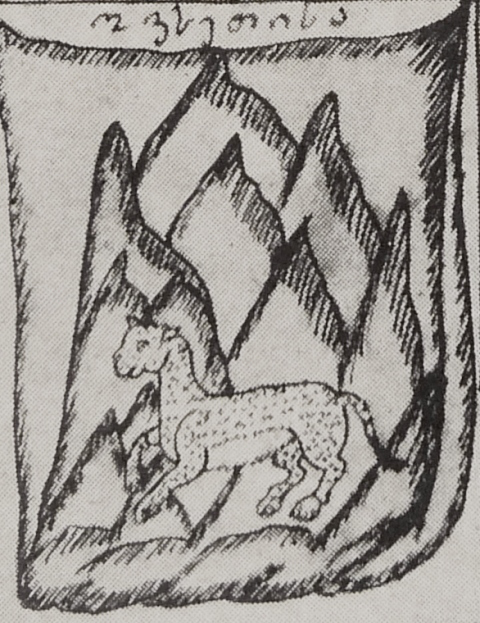
«Знамя Осетии» с карты Вахушти Багратиони (1735)

Нынешний герб принят 19 мая 1999 года. Автор рисунка герба — художник Мурат Джикаев. Так же, как и почти идентичный ему герб (эмблема) Северной Осетии, он восходит к так называемому «знамени Осетии», известному по зарисовке Вахушти Багратиони.

### Эмблема Временной администрации Южной Осетии (Грузия)

Эмблема Временной администрации Южной Осетии

В качестве официальной эмблемы созданной в 2007 году грузинской Временной администрации Южной Осетии фактически используется версия эмблемы Республики Южная Осетия без круговой надписи, что делает её идентичной эмблеме Северной Осетии.